# Emanuele Bindi
Emanuele Bindi (født 7. oktober 1981) er en italiensk professionel cykelrytter, som cykler for det professionelle cykelhold Lampre-Fondital.